# Dom Silvério
Dom Silvério är en kommun i Brasilien.   Den ligger i delstaten Minas Gerais, i den sydöstra delen av landet, 700 km sydost om huvudstaden Brasília. Antalet invånare är 5 193.
Omgivningarna runt Dom Silvério är huvudsakligen savann. Runt Dom Silvério är det glesbefolkat, med 17 invånare per kvadratkilometer.